# سول شتاين
سول شتاين (بالإنجليزية: Sol Stein)‏ هو مؤلف وكاتب أمريكي، ولد في 13 أكتوبر 1926 في شيكاغو في الولايات المتحدة.

## وصلات خارجية
- سول شتاين على موقع IMDb (الإنجليزية)
- سول شتاين على موقع قاعدة بيانات برودواي على الإنترنت (الإنجليزية)
- سول شتاين على موقع كينوبويسك (الروسية)